# Solace
Solace er det andet studiealbum fra den canadiske sangerinde og sangskriver Sarah McLachlan og blev udgivet i 1991.
Albummet der indeholder numrene "The Path of Thorns (Terms)" og "Into the Fire" solgte dobbelt platin med 200.000 solgte eksemplarer og blev McLachlans gennembrud i hjemlandet Canada.
Albummet blev starten på samarbejdet mellem McLachlan og Pierre Marchand. Det blev udgivet af både af Nettwerk og Arista Records.

## Indhold

### CD: Nettwerk / W2-30055 (Canada)
1. "Drawn to the Rhythm" – 4:08
2. "Into the Fire" – 3:34
3. "The Path of Thorns (Terms)" – 5:51
4. "I Will Not Forget You" – 5:20
5. "Lost" – 4:03
6. "Back Door Man" – 4:00
7. "Shelter" – 3:23
8. "Black" – 5:04
9. "Home" – 4:45
10. "Mercy" – 4:23

### CD: Arista (US)
1. "Drawn to the Rhythm" – 4:12
2. "Into the Fire" – 3:30
3. "The Path of Thorns (Terms)" – 5:50
4. "I Will Not Forget You" – 5:21
5. "Lost" – 3:56
6. "Back Door Man" – 4:11
7. "Shelter" – 3:30
8. "Black" – 5:08
9. "Home" – 4:45
10. "Mercy" – 4:23
11. "Wear Your Love Like Heaven" (et Donovan cover) – 3:19